# Hypsantyx lituratoria
Hypsantyx lituratoria är en stekelart som först beskrevs av Carl von Linné 1761.  I den svenska databasen Dyntaxa används istället namnet Hypsantyx lituratorius. Hypsantyx lituratoria ingår i släktet Hypsantyx och familjen brokparasitsteklar. Arten är reproducerande i Sverige. Inga underarter finns listade i Catalogue of Life.